# NGC 6166B
NGC 6166B (другие обозначения — MCG 7-34-76, ZWG 224.45, KUG 1627+396, PGC 58299) — галактика в созвездии Геркулес.
Этот объект не входит в число перечисленных в оригинальной редакции «Нового общего каталога» и был добавлен позднее.